# شوتا ووسکانیان
شوتا ناپلئونی ووسکانیان (ارمنی: Շոթա Նապալյոնի Ոսկանյան؛ زادهٔ ۲۶ ژوئن ۱۹۶۰) یک نقاش و مجسمه‌ساز اهل ارمنستان است.

## زندگی‌نامه
وی در بین سال‌های ۱۹۸۲ تا ۱۹۸۷ در دانشگاه هنری مسکو تحصیل نموده است. ووسکانیان از سال ۱۹۹۵ عضو اتحادیه هنرمندان ارمنستان می‌باشد. آثار وی در نگارخانه ملی ارمنستان، موزه آرتساخ و نگارخانه هنری آرمه، ایروان به نمایش گذاشته شده است. همچنین آثار وی در روسیه، استکهلم، اورشلیم، آلمان، فرانسه و نیویورک به نمایش گذاشته شده است.

## نمایشگاه‌های انفرادی
- ۱۹۹۵ خانه معماران، ایروان، ارمنستان
- ۲۰۰۰ نمایشگاه در سفارت فرانسه، ایروان، ارمنستان
- ۲۰۰۱ پاریس، فرانسه
- 2003 Teryan 83 Gallery, ایروان، ارمنستان
- ۲۰۰۴ نگارخانه آرامه[الف], ایروان، ارمنستان
- ۲۰۱۱ اتحادیه هنرمندان ارمنستان، ایروان، ارمنستان
- 2014 Gamrekeli Gallery, تفلیس، گرجستان
- ۲۰۱۵ نگارخانه آرامه، ایروان، ارمنستان[۱][۲]

## نمایشگاه‌های گروهی
- ۱۹۹۳ Armenian Young Association, Jerusalem, Israel[۳]
- ۱۹۹۳ Armenian Days, مسکو، روسیه
- ۱۹۹۳ Armenian Modern Art, استکهلم، سوئد
- ۱۹۹۴ The New York Genealogical Society, نیویورک سیتی
- ۱۹۹۴ خانه آهنگسازان، ایروان، ارمنستان
- ۱۹۹۴ With love from Armenia, نگارخانه ناتالیا گالکینا[ب], سوچی، روسیه
- ۱۹۹۴ Eternal Armenia, پاریس، فرانسه
- ۱۹۹۴ Armenian Art, "نگارخانه ملینکوف[پ]", هایدلبرگ، آلمان
- ۱۹۹۵ Drouot Richelieu, پاریس، فرانسه
- ۱۹۹۵ روزهای تکیان[ت], نگارخانه یرواند کوچار[ث], ایروان، ارمنستان
- ۱۹۹۷ Armenian Art Exhibition, "نگارخانه هیلتون[ج]", نیکوزیا، قبرس
- ۱۹۹۷ Exhibition of Paintings, Beoshgeturian Hall, لس آنجلس، ایالات متحده آمریکا
- ۱۹۹۸ نمایشگاه هنر ارمنیان در سفارت فرانسه، ایروان، ارمنستان
- ۱۹۹۹ نگارخانه سن-لوک[چ], لیون، فرانسه
- ۲۰۰۱ نگارخانه اورسی[ح], بوستون، ایالات متحده آمریکا
- ۲۰۰۱ Drouot Richelieu, پاریس، فرانسه
- ۲۰۰۳ نگارخانه اورسی، بوستون، ایالات متحده آمریکا
- ۲۰۰۲ نگارخانه اورسی، بوستون، ایالات متحده آمریکا
- ۲۰۰۳ مرکز فرهنگی "JAF", مارسل، فرانسه
- ۲۰۰۳ نمایشگاه بین‌المللی هنر[خ], نیویورک سیتی
- ۲۰۰۴ نمایشگاه بین‌المللی هنر، نیویورک سیتی
- ۲۰۰۵ Progressive Fine Art, تورنتو، کانادا
- ۲۰۰۵ نگارخانه آرامه، ایروان، ارمنستان
- ۲۰۰۶ Progressive Fine Art, تورنتو، کانادا
- ۲۰۰۶ نگارخانه آرامه، ایروان، ارمنستان
- ۲۰۰۶ نمایشگاه بین‌المللی هنر، نیویورک سیتی
- ۲۰۰۷ نگارخانه آرامه، ایروان، ارمنستان
- ۲۰۰۷ Tours Castle, تور, فرانسه
- ۲۰۰۸ نگارخانه آرامه، ایروان، ارمنستان
- ۲۰۰۹ نگارخانه آرامه، ایروان، ارمنستان
- ۲۰۰۹ نمایشگاهی به مناسبت صدمین سالگرد جاثلیق وازگن یکم[د], نگارخانه آکادمیا، ایروان، ارمنستان
- ۲۰۱۰ "Erotica in Art", نگارخانه آکادمیا، ایروان، ارمنستان
- ۲۰۱۰ نگارخانه آرامه، ایروان، ارمنستان
- ۲۰۱۱ "ارمنستان مستقل[ذ]", نگارخانه ملی، ایروان، ارمنستان
- ۲۰۱۱ "تیگران کبیر[ر]", نگارخانه ملی، ایروان، ارمنستان
- ۲۰۱۱ "Erotica in Art", نگارخانه آکادمیا، ایروان، ارمنستان
- ۲۰۱۱ نگارخانه آرامه، ایروان، ارمنستان
- ۲۰۱۲ "Symphon of Colors", نگارخانه آرامه، بیروت، لبنان
- ۲۰۱۲ "مسروپ ماشتوتس[ز]", نگارخانه آکادمیا، ایروان، ارمنستان
- ۲۰۱۳ "Erotica in Art", نگارخانه آکادمیا، ایروان، ارمنستان
- ۲۰۱۳ "Sensual Revelations", بیروت، لبنان
- ۲۰۱۳ نگارخانه آرامه، ایروان، ارمنستان
- ۲۰۱۴ نگارخانه آرامه، ایروان، ارمنستان

## نگارخانه

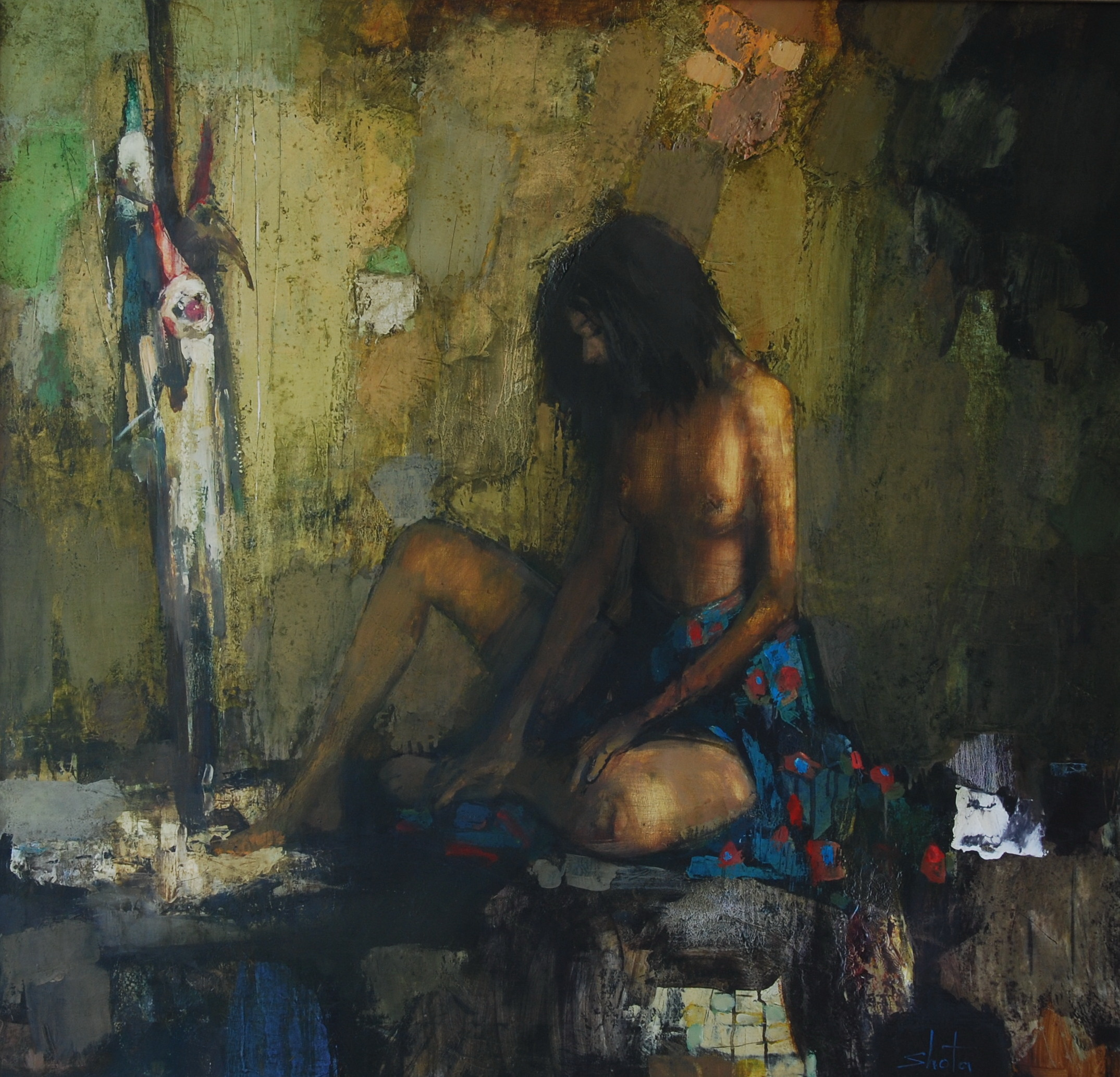
Հիշողություններ, կտավ յուղ, 85x90սմ
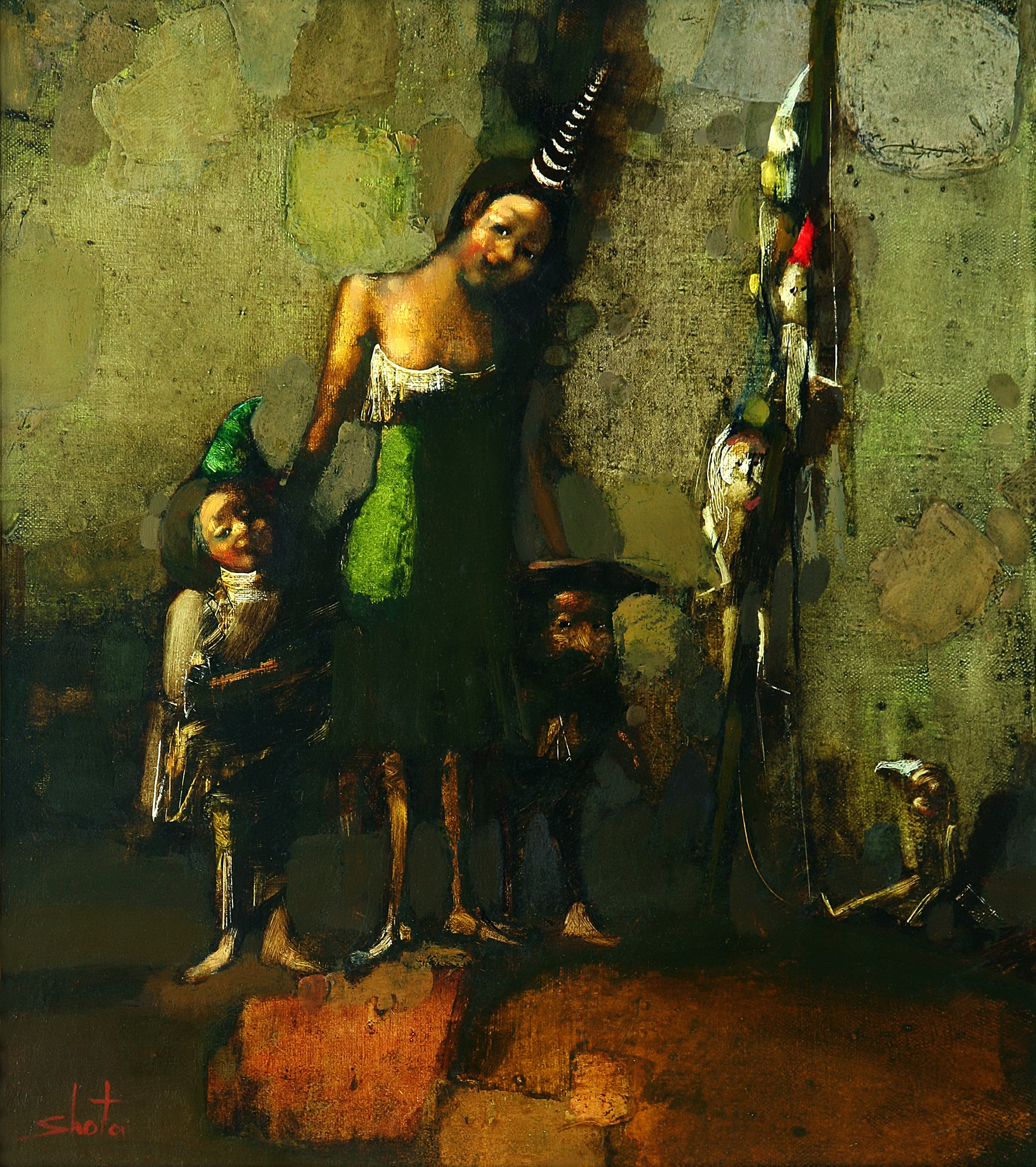
Մարդիկ և տիկնիկները, կտավ յուղ, 45x40 սմ
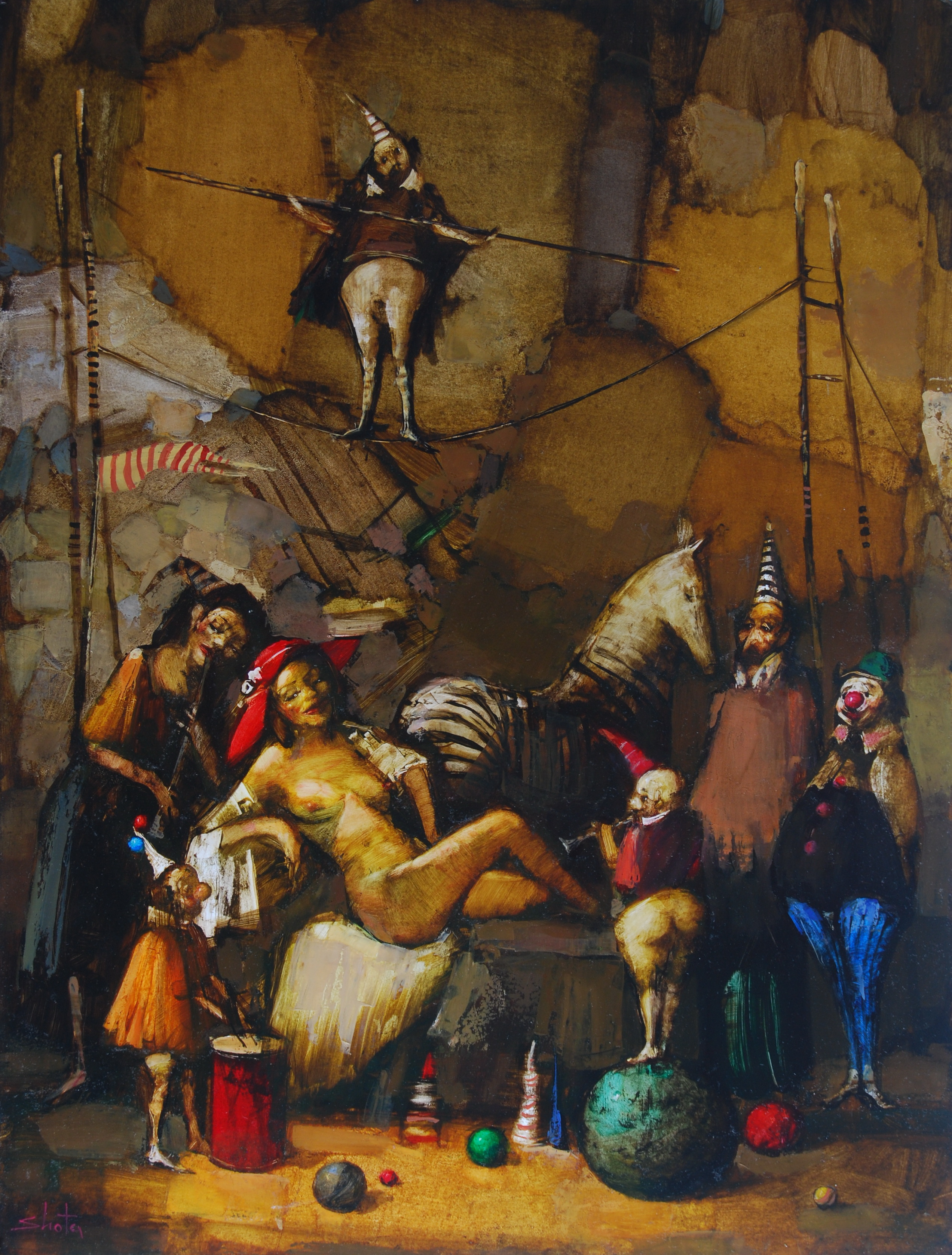
Լարախաղացը, կտավ յուղ, 53x72սմ
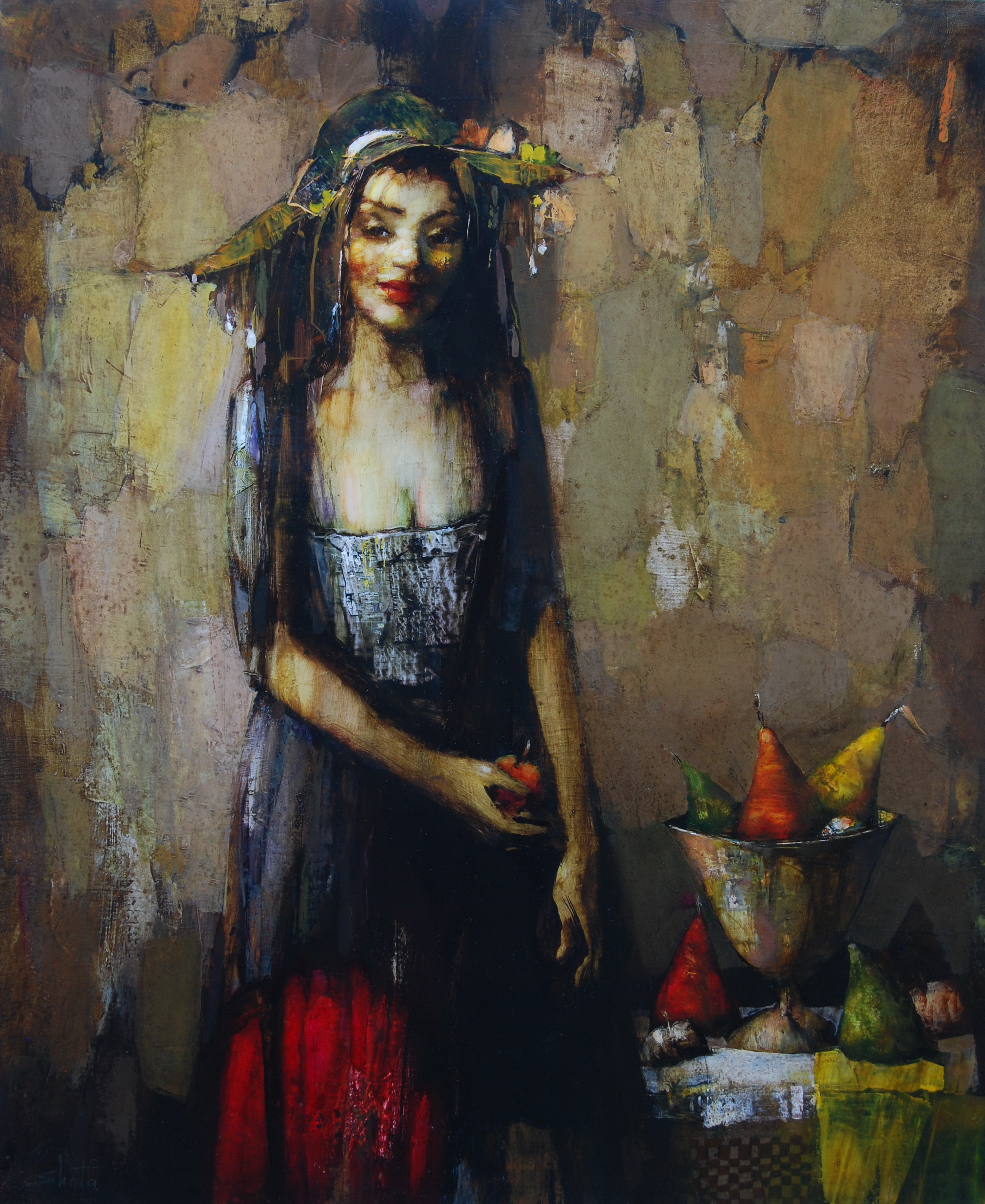
Աղջիկը մրգամանով, կտավ յուղ, 72 x 65սմ
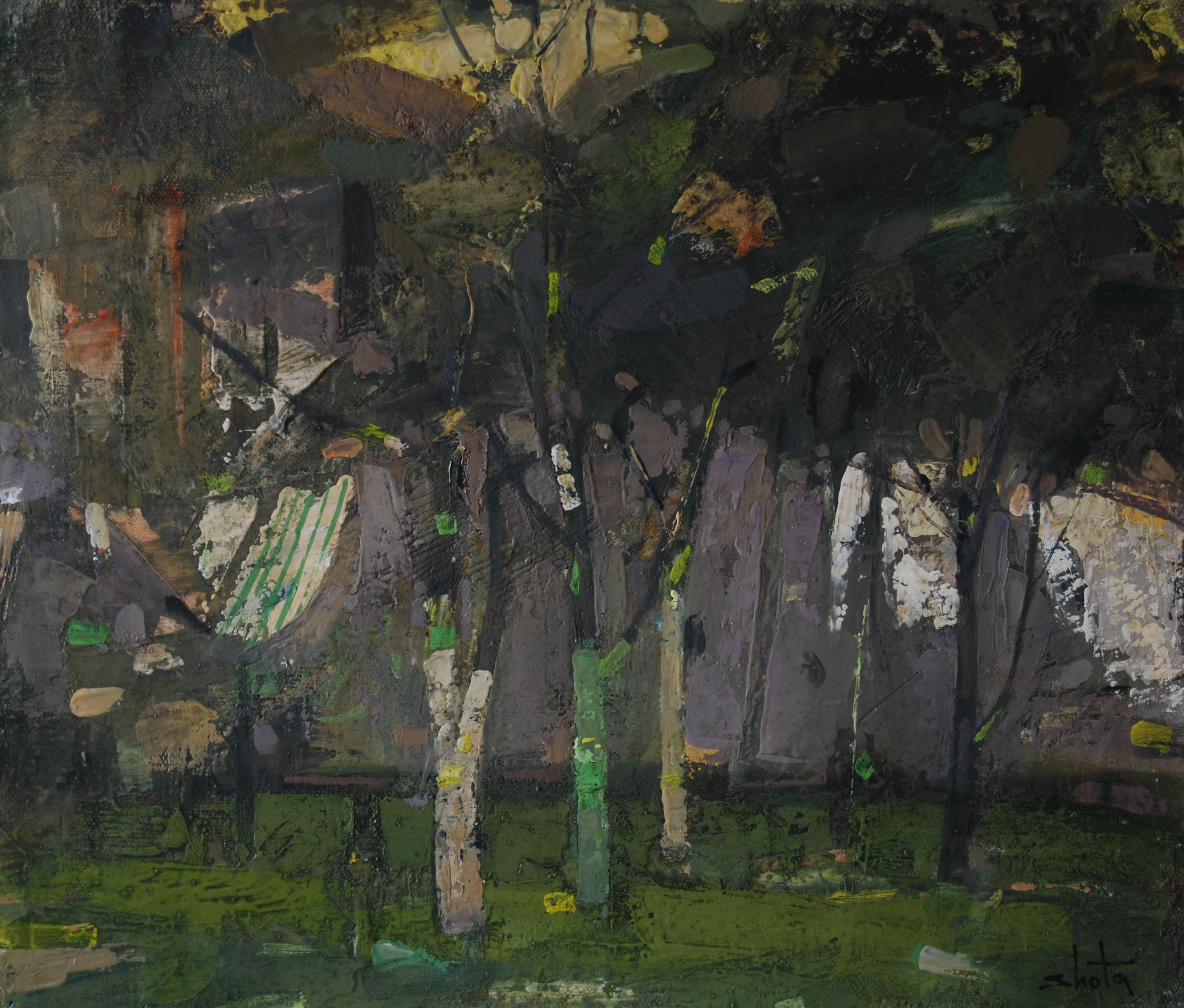
Այգի, կտավ յուղ 35x 40 սմ
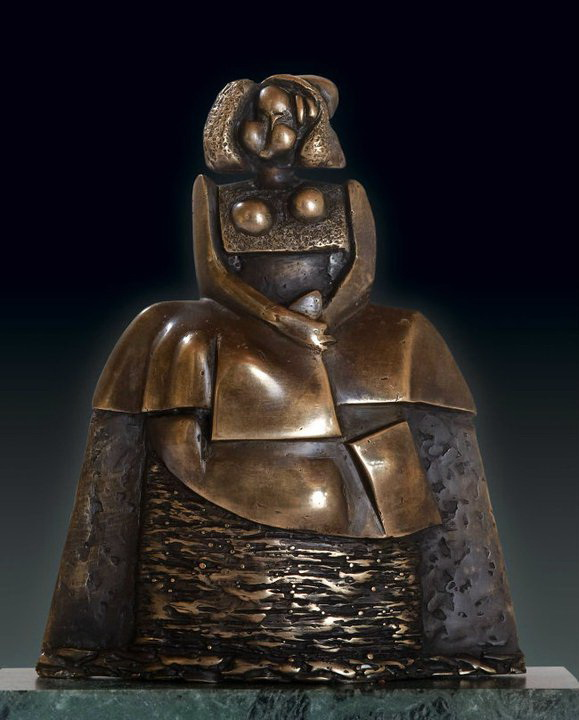
Նվիրում Վելասկեսին, برنز،  20x15x ۶սմ
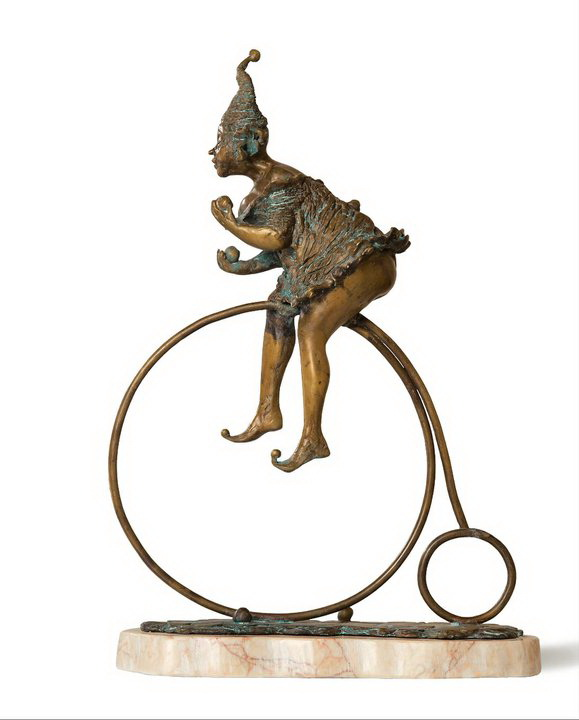
Ծաղրածու, برنز،  33x23x10սմ
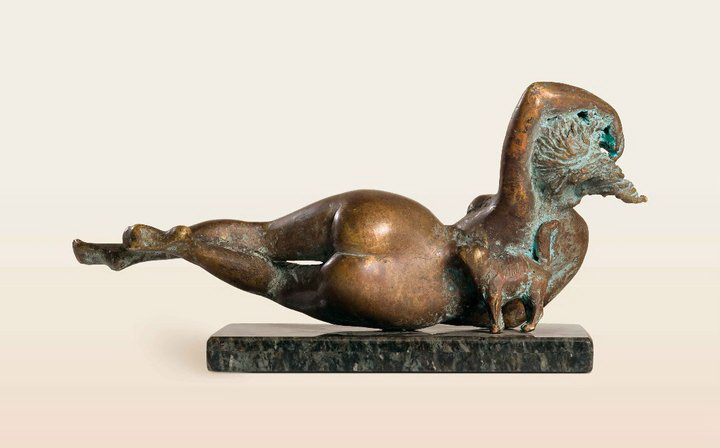
Ցանկասիրություն, برنز،  11x26x7սմ
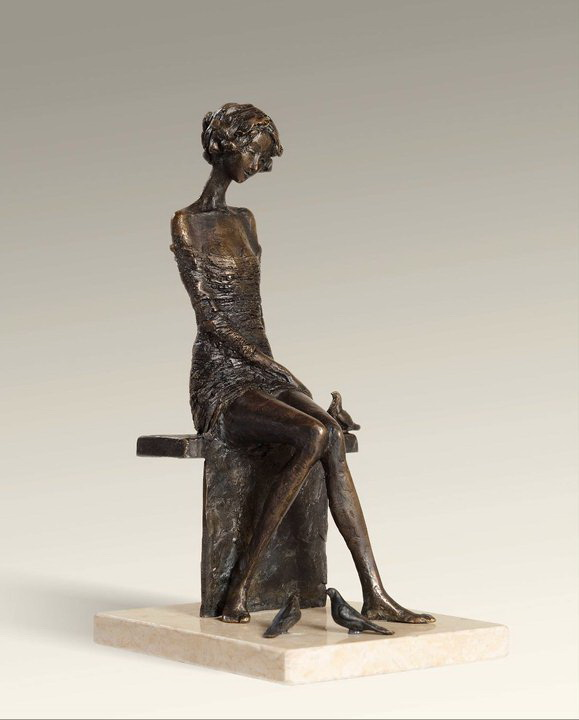
Սպասում, برنز،  29x14x14 սմ
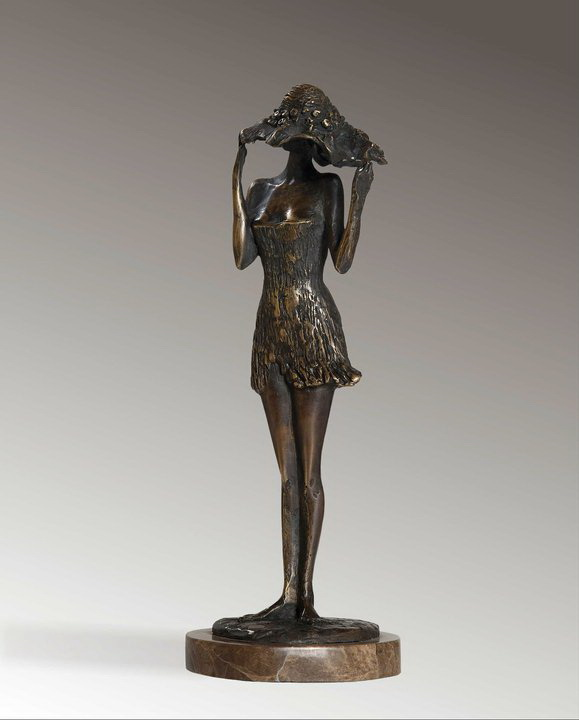
Գլխարկով աղջիկը, برنز،  30x9x8 սմ

## یادداشت
1. ↑  Arame Art Gallery
2. ↑  Gallery of Natalia Galkina
3. ↑  Melnikov Gallery
4. ↑  Tekeyan Days
5. ↑  Ervand Kotchar Gallery
6. ↑  Hilton Gallery
7. ↑  Gallery Saint-Luc
8. ↑  Galerie d'Orsay
9. ↑  International Artexpo
10. ↑  Exhibition devoted to Vazgen A Catholicos 100th anniversary
11. ↑  Independent Armenia
12. ↑  Tigran the Great
13. ↑  MesropMashtoc